# Парела
Парела (итал. Parella) је насеље у Италији у округу Торино, региону Пијемонт.
Према процени из 2011. у насељу је живело 410 становника. Насеље се налази на надморској висини од 320 м.

## Становништво
Према резултатима пописа становништва 2011. у општини је живело 468 становника.
| 1931. | 1936. | 1951. | 1961. | 1971. | 1981. | 1991. | 2001. | 2011. |
| ----- | ----- | ----- | ----- | ----- | ----- | ----- | ----- | ----- |
| 425   | 399   | 488   | 499   | 502   | 476   | 484   | 473   | 468   |